# Folkomröstningen om rusdrycksförbud i Sverige 1922

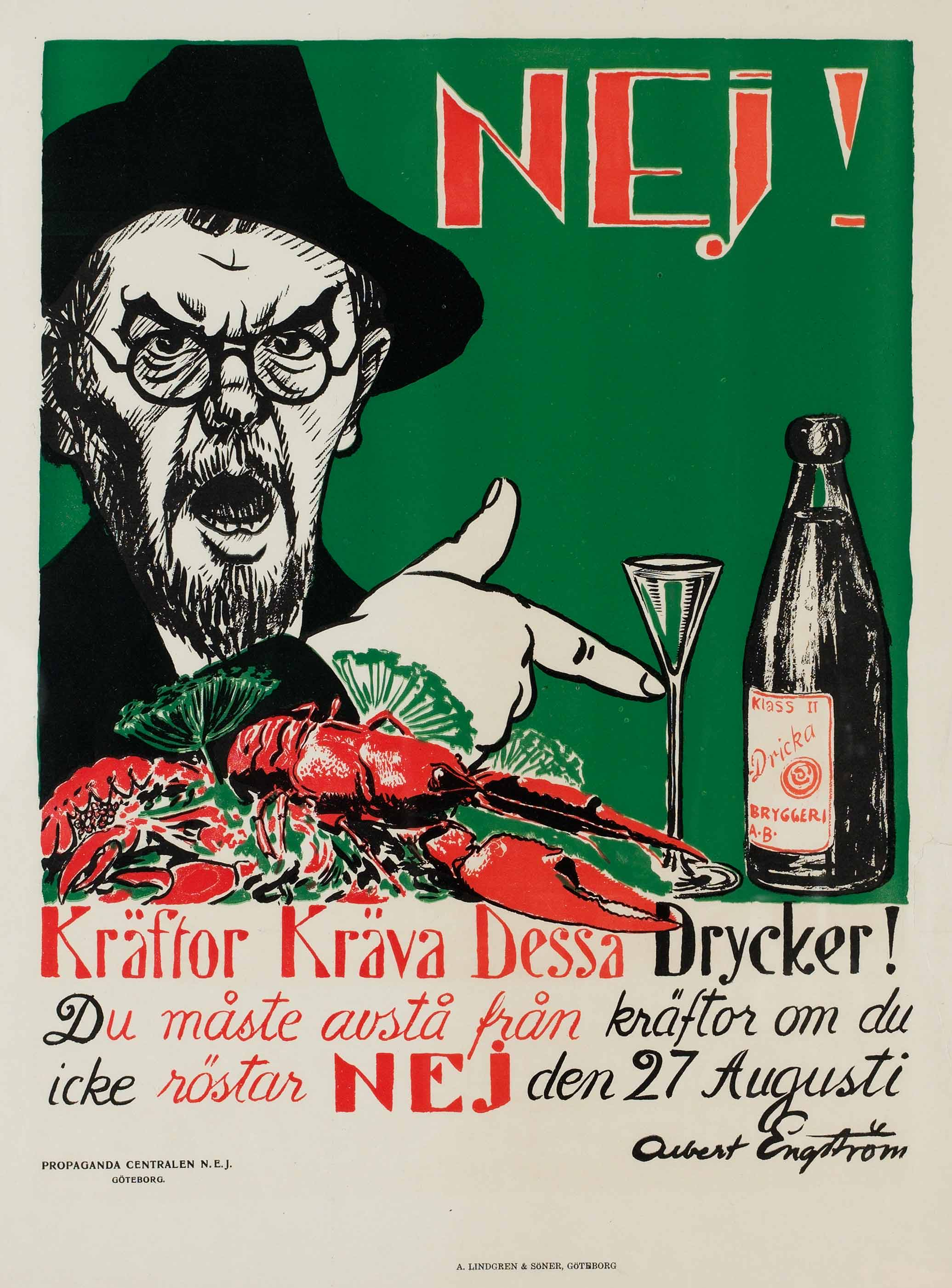
En affisch för nej-sidan, gjord av Albert Engström.

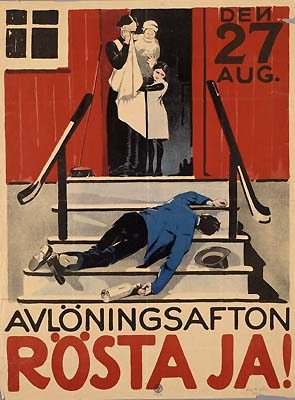
En affisch för ja-sidan.

Folkomröstningen om rusdrycksförbud i Sverige genomfördes den 27 augusti 1922. Det blev ett mycket jämnt resultat i valet och ett lägre valdeltagande än många hoppats på. 48,8 procent röstade för och 50,8 procent emot "införande av fullständigt rusdrycksförbud".

## Historik
Syftet med ett alkoholförbud var att minska de negativa effekterna av rusdrycker såsom vin, öl, cider och sprit.

### Bakgrund
I början av 1900-talet förekom en livlig debatt om den höga alkoholkonsumtionen i Sverige. Det ansågs att missbruket ledde till stora problem och kostnader för samhället och även för enskilda personer. Nykterhetsrörelsen växte sig allt starkare. 1907 avslogs en motion i riksdagen om totalt rusdrycksförbud.
År 1911 tillsatte regeringen en nykterhetskommitté som skulle utreda frågan om att begränsa försäljningen eller införa ett totalförbud. Av kommitténs 11 medlemmar förespråkade 8 ett förbud. I kommittén satt även läkare Ivan Bratt som kom att ha avgörande betydelse för nykterhetspolitikens framtida utformning.
1917 kom nykterhetskommittén med ett betänkande som föreslog lokalt veto och en ny försäljningsförordning. Det lokala vetot uteslöts från propositionen medan försäljningsförordningen bifölls och trädde i kraft den 1/1 1919.  En del av försäljningsförordningen var ett ransoneringssystem som fick namnet Brattsystemet. Systemet reglerade de privata köpen genom en motbok som registrerade varje köp en individ gjorde. Detta system hade Bratt redan inordnat i Stockholm 1914, via AB Stockholmssystemet.  Under perioden från att Bratt skapade systemet i Stockholm och att systemet blev lagstiftat krav hade ett flertal brännvinsförsäljningsbolag infört det Brattska systemet. Under Bratts restriktionssystem och de ransoneringsåtgärderna som togs under krigsåren så växte lönnkrögeriet.
För nykterhetsvänner var inte det Brattska systemet tillräckligt för att motarbeta alkoholens farliga konsekvenser så de menade att ett förbud fortfarande var nödvändigt.
Under Socialdemokraternas elfte kongress bifölls en motion om att ett rusdrycksförbud krävde folkligt stöd med 2/3. Detta stöd skulle bekräftas med en folkomröstning.
År 1921 införde riksdagen möjlighet att anordna rådgivande folkomröstningar för att på detta sätt öka demokratin. Den svenska nykterhetsrörelsen var starkt pådrivande i frågan om en folkomröstning om detta förbud, och nu fanns möjlighet därtill.
I andra länder var liknande förbud aktuella, så frågan var i hög grad aktuell.

#### Rusdrycksförbud i andra länder
- 1918 till 1920: Alkoholförbud i Kanada nationellt, såväl som i flera provinser:
  - 1901 till 1948 i Prince Edward Island[8]
  - 1919 till 1919 i Quebec
- 1907 till 1992 på Färöarna; begränsad privatimport tilläts från Danmark 1928
- 1914 till 1925: Alkoholförbudet i Sovjetunionen Sovjetunionen och Kejsardömet Ryssland (Kallat сухой закон -"torrlagen")[9]
- 1915 till 1935: Alkoholförbudet på Island (Vin legaliserades 1922, men öl var förbjudet att sälja till 1989)[10]
- 1916 till 1927 i Norge (Starkvin och öl var förbjudna 1917 till 1923)
- 1919 i Ungerska rådsrepubliken, 21 mars till 1 augusti; benämnd szesztilalom
- 1919 till 1932: Förbudslagen i Finland
- 1920 till 1933 i U.S.A. se förbudstiden

### Valkampanjen
En folkomröstning anordnades 1922 om fullständigt rusdrycksförbud, gällande framställning, innehav, införande eller 
överlåtelse av alla slags drycker med mer än 2 1/4 viktprocent alkohol. 
I valkampanjen inför omröstningen deltog inga politiska partier, denna sköttes istället av fristående organisationer. Sveriges kommunistiska parti ställde sig emellertid positiva till ett förbud. Frågan man skulle ta ställning till var om man var För eller mot införande av fullständigt rusdrycksförbud. 
På ja-sidan stod de starka och välorganiserade nykterhetsorganisationerna. Nej-sidan var betydligt svagare. I början av 1922 bildades Landsföreningen för folknykterhet utan förbud i syfte att arbeta för ett nej.
Förespråkarna för ett nej använde bland annat en affisch av Albert Engström med budskapet Kräftor kräva dessa drycker, och förespråkarna för ett ja använde affischer med texten Spritfloden dränker hem och familjelycka.

### Resultatet
27 augusti 1922 genomfördes folkomröstningen. 3 302 483 var röstberättigade och av dessa deltog 1 820 452 eller 55,1 procent (vid riksdagsvalet 1921 deltog 54,2 %). 
Folkomröstningen slutade mycket jämnt och lite oväntat med att förbudsmotståndarna tog hem segern. 925 097 (50,8 procent) hade röstat mot (nej till) ett förbud och 889 132 (48,8 procent) för (ja). 6 223 röster var ogiltiga eller blanka.
Intressant att notera är att hela 59 procent av männen röstade nej till ett förbud medan endast 41 procent av kvinnorna var negativa – vid valet användes två olika röstsedlar för män och kvinnor. Orsaken var att man ansåg det otänkbart att kvinnors röster skulle få vara utslagsgivande för en lagstiftning som främst rörde män eftersom de tänkte sig att ett förbud då inte skulle få någon legitimitet. Kvinnlig rösträtt infördes i Sverige år 1919 och utan det hade det varit ett mycket tydligare nej i omröstningen.
De regionala skillnaderna var också stora. Norra delen av Sverige var i högre utsträckning för ett totalförbud. På lokal nivå var skillnaderna än större. I Västerbottens län röstade 81 procent för ett förbud. I Malmöhus län gällde det motsatta, och där röstade 81 procent mot ett förbud.
I Lund röstade 10,9 procent för förbudet och 89,1 procent mot. I Jönköping var siffran hela 88 procent för förbud och 12 procent mot. I storstäderna var majoriteten emot ett förbud medan människor på landsbygden röstade för. Skillnaderna i hur man röstade var i stora drag sociologiskt betingade.

#### Resultatet i tabellform[16]
| Län                     | Totalbefolkningen | Totalbefolkningen | Totalbefolkningen | Totalbefolkningen | Män     | Män    | Män     | Män    | Kvinnor | Kvinnor | Kvinnor | Kvinnor |
| Län                     | Ja                | Ja                | Nej               | Nej               | Ja      | Ja     | Nej     | Nej    | Ja      | Ja      | Nej     | Nej     |
| Län                     | Antal             | Andel             | Antal             | Andel             | Antal   | Andel  | Antal   | Andel  | Antal   | Andel   | Antal   | Andel   |
| ----------------------- | ----------------- | ----------------- | ----------------- | ----------------- | ------- | ------ | ------- | ------ | ------- | ------- | ------- | ------- |
| Stockholms stad         | 21 928            | 13,5 %            | 141 034           | 86,5 %            | 7 680   | 10,0 % | 69 503  | 90,0 % | 14 248  | 16,6 %  | 71 531  | 83,4 %  |
| Stockholms län          | 24 626            | 33,1 %            | 49 854            | 66,9 %            | 10 732  | 26,2 % | 30 272  | 73,8 % | 13 894  | 41,5 %  | 19 582  | 58,5 %  |
| Uppsala län             | 21 834            | 49,0 %            | 22 749            | 51,0 %            | 9 719   | 40,7 % | 14 179  | 59,3 % | 12 115  | 58,6 %  | 8 570   | 41,4 %  |
| Södermanlands län       | 28 255            | 48,1 %            | 30 488            | 51,9 %            | 12 386  | 37,5 % | 20 646  | 62,5 % | 15 869  | 61,7 %  | 9 842   | 38,3 %  |
| Östergötlands län       | 50 686            | 56,3 %            | 39 422            | 43,7 %            | 22 418  | 45,7 % | 26 598  | 54,3 % | 28 268  | 68,8 %  | 12 824  | 31,2 %  |
| Jönköpings län          | 68 757            | 81,5 %            | 15 591            | 18,5 %            | 31 749  | 73,4 % | 11 505  | 26,6 % | 37 008  | 90,1 %  | 4 086   | 9,9 %   |
| Kronobergs län          | 20 671            | 47,1 %            | 23 249            | 52,9 %            | 9 985   | 39,2 % | 15 497  | 60,8 % | 10 686  | 58,0 %  | 7 752   | 42,0 %  |
| Kalmar län              | 24 590            | 41,9 %            | 34 059            | 58,1 %            | 11 389  | 33,5 % | 22 624  | 66,5 % | 13 201  | 53,6 %  | 11 435  | 46,4 %  |
| Gotlands län            | 6 875             | 37,3 %            | 11 550            | 62,7 %            | 3 010   | 28,4 % | 7 573   | 71,6 % | 3 865   | 49,3 %  | 3 977   | 50,7 %  |
| Blekinge län            | 13 358            | 40,3 %            | 19 781            | 59,7 %            | 6 086   | 31,6 % | 13 162  | 68,4 % | 7 272   | 52,4 %  | 6 619   | 47,6 %  |
| Kristianstads län       | 27 205            | 44,7 %            | 33 605            | 55,3 %            | 12 393  | 35,3 % | 22 718  | 64,7 % | 14 812  | 57,6 %  | 10 887  | 42,4 %  |
| Malmöhus län            | 29 470            | 19,4 %            | 122 295           | 80,6 %            | 11 618  | 13,9 % | 72 046  | 86,1 % | 17 852  | 26,2 %  | 50 249  | 73,8 %  |
| Hallands län            | 10 872            | 25,1 %            | 32 501            | 74,9 %            | 4 692   | 19,4 % | 19 503  | 80,6 % | 6 180   | 32,2 %  | 12 998  | 67,8 %  |
| Göteborgs och Bohus län | 34 931            | 27,1 %            | 93 777            | 72,9 %            | 14 600  | 21,4 % | 53 580  | 78,6 % | 20 331  | 33,6 %  | 40 197  | 66,4 %  |
| Älvsborgs län           | 46 439            | 48,7 %            | 48 998            | 51,3 %            | 19 961  | 38,4 % | 32 004  | 61,6 % | 26 478  | 60,9 %  | 16 994  | 39,1 %  |
| Skaraborgs län          | 41 362            | 55,1 %            | 33 719            | 44,9 %            | 18 782  | 44,5 % | 23 458  | 55,5 % | 22 580  | 68,8 %  | 10 261  | 31,2 %  |
| Värmlands län           | 57 430            | 66,4 %            | 29 120            | 33,6 %            | 26 056  | 55,1 % | 21 223  | 44,9 % | 31 374  | 79,9 %  | 7 897   | 20,1 %  |
| Örebro län              | 44 538            | 63,5 %            | 25 571            | 36,5 %            | 19 852  | 52,3 % | 18 111  | 47,7 % | 24 686  | 76,8 %  | 7 460   | 23,2 %  |
| Västmanlands län        | 30 831            | 58,8 %            | 21 631            | 41,2 %            | 13 782  | 47,8 % | 15 077  | 52,2 % | 17 049  | 72,2 %  | 6 554   | 27,8 %  |
| Kopparbergs län         | 60 587            | 70,3 %            | 25 538            | 29,7 %            | 27 424  | 59,6 % | 18 568  | 40,4 % | 33 163  | 82,6 %  | 6 970   | 17,4 %  |
| Gävleborgs län          | 58 434            | 70,5 %            | 24 438            | 29,5 %            | 26 233  | 59,2 % | 18 088  | 40,8 % | 32 201  | 83,5 %  | 6 350   | 16,5 %  |
| Västernorrlands län     | 58 597            | 78,4 %            | 16 159            | 21,6 %            | 28 654  | 70,8 % | 11 803  | 29,2 % | 29 943  | 87,3 %  | 4 356   | 12,7 %  |
| Jämtlands län           | 29 485            | 72,6 %            | 11 135            | 27,4 %            | 14 481  | 63,9 % | 8 194   | 36,1 % | 15 004  | 83,6 %  | 2 941   | 16,4 %  |
| Västerbottens län       | 43 302            | 81,4 %            | 9 883             | 18,6 %            | 21 717  | 74,5 % | 7 430   | 25,5 % | 21 585  | 89,8 %  | 2 453   | 10,2 %  |
| Norrbottens län         | 34 053            | 79,4 %            | 8 827             | 20,6 %            | 16 570  | 71,6 % | 6 585   | 28,4 % | 17 483  | 88,6 %  | 2 242   | 11,4 %  |
| Hela riket              | 889 116           | 49,0 %            | 924 974           | 51,0 %            | 401 969 | 40,9 % | 579 947 | 59,1 % | 487 147 | 58,5 %  | 345 027 | 41,5 %  |

## Beslut i riksdagen efter folkomröstningen
Efter folkomröstningen beslutade riksdagen att inte förbjuda vin, spritdrycker och öl utan fortsatte med den restriktiva alkoholpolitiken. Det som avgjorde frågan var att det saknades stöd i Riksdagen för ett totalförbud, då man från konservativt håll främst såg den restriktiva politiken som tillräcklig i sig och från socialdemokratiskt håll ansåg att ett rusdrycksförbud enbart kunde genomföras med ett folkligt stöd på 2/3. Frågan kom därför efter att förbudsmotståndarna segrat att ses som överspelad, och istället för totalförbud började alltfler inom Frisinnade landsföreningen att gå in på den återhållsamma linjen, vilket sprängde partiet i två delar 1924.
Däremot kom flera drycker att förbjudas. Det blev förbjudet att sälja starköl och starkcider i Sverige, men det var fortfarande tillåtet att tillverka dem och sälja på export samt en liten del för medicinskt bruk, och flera ölsorter har även efter förbudet upphävdes behållit ordet "Export" på etiketten. Starkölsförbudet gav upphov till ölkaféer och pilsner som hade en mycket svagare styrka. Motboken som införts under ransoneringsåren under första världskriget bestod fram till 1955 trots att andra ransoneringar från krigstiden upphört. Vidare infördes andra återhållsamma åtgärder som mattvång på restauranger och barer.

## Följder
Nykterhetsrörelsen ändrade strategi och istället för förbudsiver kom man i fortsättningen satsa mera på upplysnings- och informationsarbete.
I Umeå försökte man 1923 införa ett nära på totalförbud. Höga åldersgränser infördes och många restauranger fick sina rättigheter indragna. Man införde också ransoner om en liter per månad. Efter protester från polismyndigheten avbröts försöket.
Liberala samlingspartiet delades i två partier, Frisinnade folkpartiet och Liberala riksdagspartiet, 1924. Orsaken var främst åsiktsskillnader i förbudsfrågan.